# ヒューイ・P・ニュートン

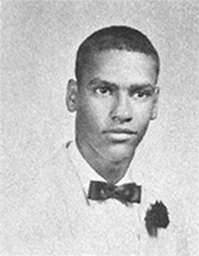
ヒューイ・P・ニュートン(1959年)

ヒューイ・パーシー・ニュートン（Huey Percy Newton 1942年2月17日 - 1989年8月22日）は、アメリカ合衆国の公民権運動の指導者で、1966年、ボビー・シールとともに、カリフォルニア州オークランドにおいてブラックパンサー党（発足当初「自己防衛のためのブラックパンサー党」）を結成した。

## 生い立ち
1942年2月17日、ルイジアナ州モンローにおいて、女三人、男四人の末っ子として生まれた。彼の父親ウォルター・ニュートンは小作人で、バプテストの牧師だった。母親アメリア・ニュートンは仕事を持たなかった。
3歳のとき、オークランドの海軍補給基地に勤務していた父のもとに移った。
オークランド技術高校に在学中中国の古典に触れ、大学進学中にフランツ・ファノンやマルコムX、毛沢東、チェ・ゲバラといった共産主義者の著作を読み、公民権運動にも参加した。
やがて非暴力による運動では黒人の解放に不十分だと考えたニュートンは1966年、同様の考えを持つ同窓生ボビー・シールとともにブラックパンサー党を結成した。当初、この組織は警官による都市部のゲットーに居住する貧困層の黒人に対する暴行や略奪行為を自衛することを目的としていた。

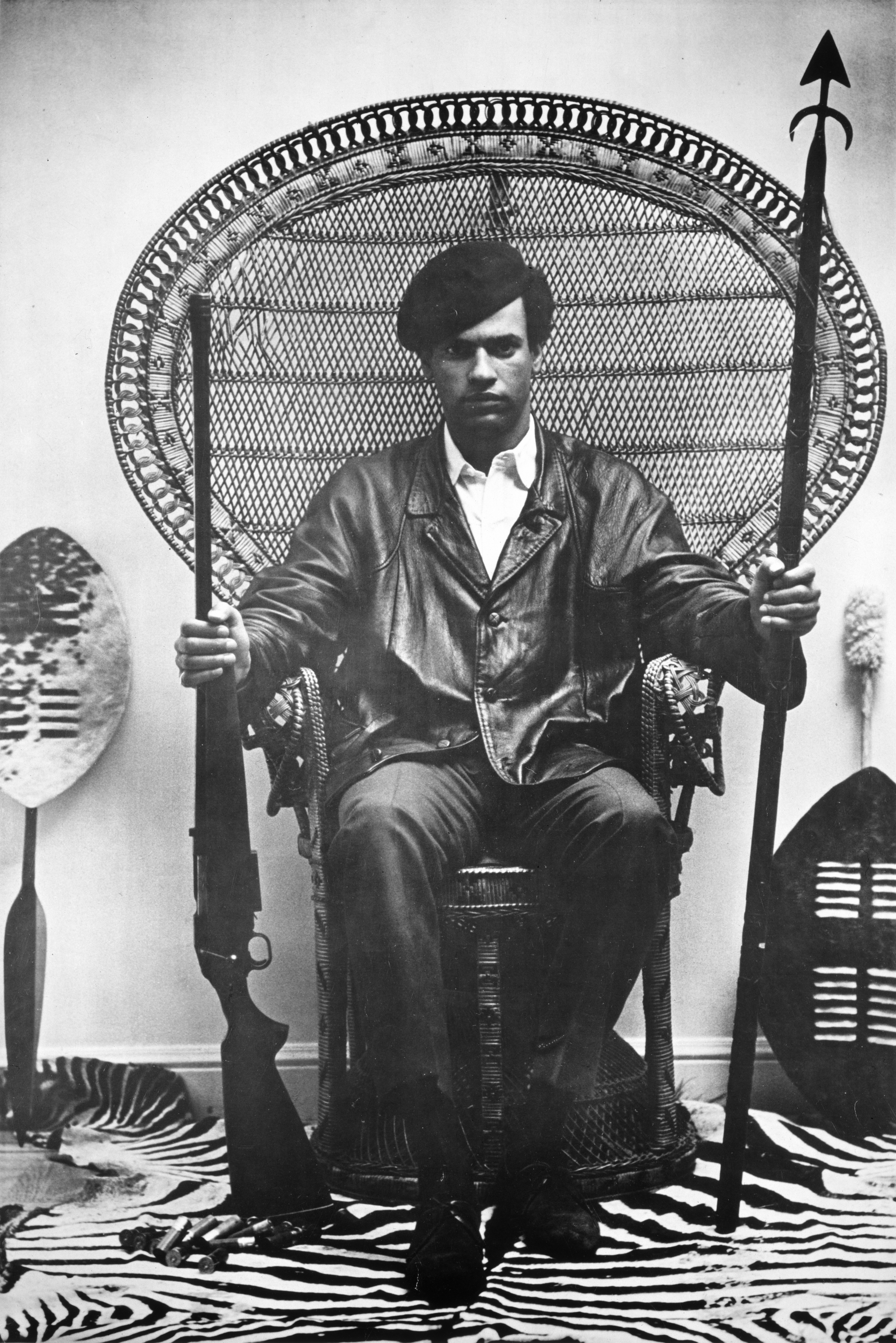
籐のピーコックチェアに座るヒューイ・P・ニュート(1965年～1980年の間)

その後、ブラックパンサー党は全米に規模を拡大し、積極的に公民権運動に関わってゆく。1968年、非暴力運動の指導者だったキング牧師が暗殺されると、ニュートンらは武装闘争を主張し、党は数千人規模に成長した。また、貧困層の児童に対する無料朝食や無料医療運動など地域活動にも力を入れた。
ブラックパンサー党の活動に危機感を抱いた合衆国政府は、警察や連邦捜査局(FBI)によって党への弾圧を開始した。

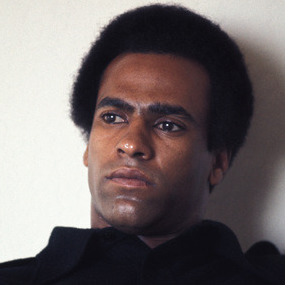
1972年

1989年8月22日、オークランドでブラック・ゲリラ・ファミリーに属する麻薬ディーラーの24歳の男に銃で撃たれ死亡した、47歳。撃たれた際、犯人に「俺の体は殺せても、俺の魂は殺せない。俺の魂は永遠に生きるだろう!」と言い残した。犯人は懲役32年の判決を受けた。